# Stenbjörn (redskap)

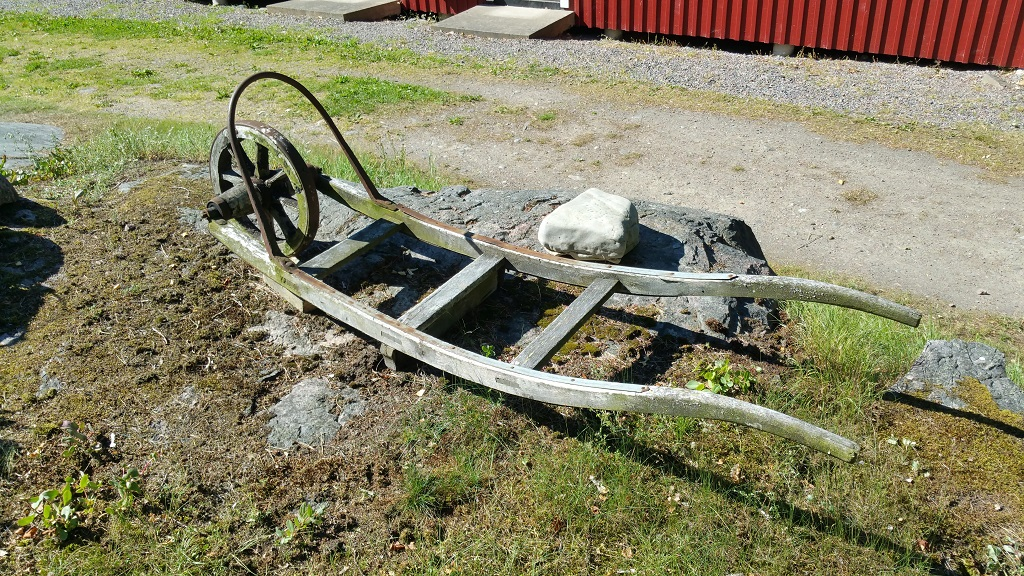
En stenräv i Båtsholm, Nedre Lagnö, St Anna, Östergötland

Stenbjörn är en låg, grovt byggd vagn för forsling av större stenar.  En björn (rullbjörn, stenbjörn) har rullar istället för hjul.
Stenräv är ett slags skottkärra för att transportera sten. Den har låga, krökta skalmar utan ovanpåliggande flak och ett skydd för hjulet, oftast i form av en båge av metall mellan skänklarna. 